# Folsomides asiaticus
Folsomides asiaticus är en urinsektsart som beskrevs av Olga M. Martynova 1970. Folsomides asiaticus ingår i släktet Folsomides och familjen Isotomidae. Inga underarter finns listade i Catalogue of Life.